# Giusto Fiammingo
Giusto Fiammingo est le nom de convention d'un peintre actif à Rome entre 1615 et 1625. Probablement d'origine flamande comme son surnom l'indique, il est influencé par Le Caravage. Malgré plusieurs tentatives, les historiens de l'art ne sont pas parvenus à s'accorder sur sa véritable identité.

## Éléments biographiques et stylistiques

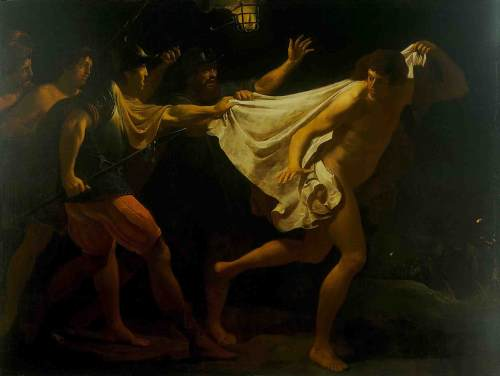
Jeune homme s'enfuyant nu, Rob Smeets collection.

Giusto Fiammingo est ainsi mentionné dans l'inventaire après-décès de la collection de Vincenzo Giustiniani dans son palais romain. Il est indiqué comme l'auteur d'un tableau représentant La Mort de Socrate, dans une série l'associant à La Mort de Sénèque de Joachim von Sandrart et La Mort de Cicéron de François Perrier, mais aussi conservés dans la même pièce que Le Massacre des Innocents de Nicolas Poussin. Federico Zeri a proposé de l'associer à d'autres peintures que Roberto Longhi a regroupé sous le nom de Maître des Anges Pallavicini. Plusieurs tentatives ont été faites pour l'identifier à un jeune flamand arrivé à Rome, tels que Joos de Pape, Justus Sustermans ou Jean Ducamps, mais sans qu'aucune des propositions ne fasse consensus auprès des historiens de l'art.
Il pourrait s'agir du même artiste dénommé Giusto, qui a été tué dans une bagarre par son collaborateur Cornelis Schut, flamand comme lui, en juillet 1627. Ce dernier a d'abord été emprisonné, puis gracié grâce à l'intervention de l'Accademia di San Luca et expulsé de Rome.

## Œuvres attribuées
- Jeune homme s'enfuyant nu pendant l'arrestation du Christ, Rob Smeets collection, Genève
- La Mort de Socrate, ancienne collection Giustiniani, Kaiser Friederich Museum, Berlin, détruit en 1945
- Saint Jean l'évangéliste, coll. part., passé en vente chez Dorotheum, Vienne, le 17 avril 2013, lot 625
- Anges avec les clous de la Passion, Palais Pallavicini Rospigliosi, Rome